# أوجست كوبزيك
ولد أوجسيت كوبزيك في (3 أغسطس من عام 1888 في Linz)...و توفي في (23 أكتوبر من عام 1956 في Eferding) وقد كان كوبزيك صديقا مقربا من هتلر عندما كانوا في سن المراهقه، كتب كوبزيك لاحقا عن صداقتهما.

## السنوات الأولى
- كان أوجست كوبزيك هو الطفل الوحيد من زواج (مايكل وماريا كوبزيك)...حيث أن أخوته (تريزا، كارولين، ماريا) ماتوا كلهم في مرحلة الطفولة المبكرة.كتب كوبزيك لاحقا ان ذلك كان موازي بين حياته الشخصية وحياه أدولف هتلر والذي خسرت والدته أيضاأربعه أطفال في سن مبكر (صغارا)، وكانا الطفليين الناجيين من الأمهات الحزانى المنكوبه، شعر كلاهما (كوبزيك وهتلر) شعروا بأنهم «مختارين» من القدر.
- التقي كوبزيك وهتلر لأول مره عندما تنافسوا علي غرفة في Landestheater في مدينة لينز (Linz) في النمسا.بسبب عشهما لاوبرات الملحن (ريتشارد فاجنر)، سرعان ما أصبحوا أصدقاء مقربين ولاحقا شريكى غرفه واحده في مدينة فينا، في حين سعيهما الي ان يقبل كل منهم في الكلية...حيث اشترك الاثنان في غرفه صغيره في stumpergasse 29/2 باب رقم 17 في المقاطعة السادسة من فيينا...و ذلك من 22 فبراير الي أوائل يوليو من عام 1908.

## كوبزيك عام 1907
- وكأبن وحيد لمنجد يعمل لحسابه الخاص، كان من المتوقع من اوجست ان يتولي أعمال والده يوما ما، ولكنه كان يخبأ سرا حلمه في أن يصبح مايسترو.و بتشجيع من ادولف هتلر كرس اوجست المزيد من الوقت لهذه الهواية والعشق مكملا كل التدريبات الموسيقية المتاحه له في لينز، ومع ذلك ولتحقيق هدفه كان يتطلب ان يتلقي تعليما عالي في الموسيقي..و الذي كان متاح في فينا وحدها.و كان ادولف هتلر وهو في سن ال 18 هو من اقنع والد اوجست السماح لابنهب الانتقال للعاصمة لحضور المعهد الموسيقي (Conservatory) وقد كتب كوبزيك ان ذلك «غير مجري حياتي الي الأفضل»، وقد تم قبله علي الفور في المعهد الموسيقي في فينا، حيث صنع لنفسه هناك اسما ولمع بسرعه.و رفض هتلر في أكاديمية الفنون في فينا مرتين وهو ما خبأه لبعض الوقت عن صديقه كوبزيك. وفي 1908 قطع هنلر فجأه صداقتهما وجنح هتلر إلي حياة التشرد.
أكمل كوبزيك دراسته في عام 1912 وتم تعيينه كمايسترو لاوركسترا ماربورغ، ولاحقا عرض عليه منصب في مسرح (stadt) في مدينة (Klagenfurt).و لكن هذه الوظيفة وحياته الموسيقية انقطعت مع بدايه (الحرب العالمية الأولي.و قبل مغادرته الي جبهه الحرب، تزوج من انا فونكا (Anna Funke) والتي ولدت في (7 أكتوبر 1887) وتوفيت في (4 أكتوبر 1976)، وقد كانت انا (آنا) عازفة علي الكمان من فينا...و قد أنجبا ثلاثة أولاد:(Rudolf ،Karlmaria،Augustin).
ومن أغسطس 1914 حتي نوفمبر 1918 خدم كوبزيك كجندي في الفوج 2 في فرقه المشاة النمساويه المجرية، وفي الحملة الشتويه في جبال (Carpathian) أصيب كوبزيك في منطقة (Eperjes) في هنغاريا، ونقل في وقت لاحق الب بودابست في قطار إسعاف.و بعد أشهر من النقاهة، عاد الي الجبهة وألحق بفيلق الميكانيكية في فينا، وبعد الحرب قبل كوبزيك منصب مسؤول في المجلس البلدي في (Eferding) في النمسا...و أصبحت الموسيقي هوايته.

## أتصاله مع هتلر لاحقا
بعد أن رأي كوبزيك صديقه هتلر علي الصفحة الأولي لمجلة (Munshner Iiiustrierte) حوالي عام 1920 (في تلك الفترة بدأ نجم السياسي هتلر يلمع)، تابع كوبزيك حياه صديقه المهنية باهتمام، لكنه لم يحاول الإتصال به حتي عام 1933...حيث ارسل كوبزيك في ذلك العام خطاب تهنئه لهتلر بعد أن أصبح الأخير هو مستشار ألمانيا.و بعد سته أشهر تلقي كوبزيك رد غير متوقع من هتلر، حيث كتب هتلر لصيقه «يجب ان اكون سعيدا لاحياء هذه الذكريات معك والتي كانت من أفضل سنوات حياتي».
- وبعد ثلاثون عاما من انقطاع علاقة هتلر وكوبزيك..تم جمع شمل الإثنين في 19 أبريل من عام 1938 (بعد ضم النمسا لالمانيا) وذلك خلال واحده من زيارات هتلر لمدينة لينز، وتكلم الصديقان لمده ساعه في فندق (WEINZINGER) وعرض هتلر علي صديقه قياده واحده من الاوركسترا...و لكن كوبزيك رفض العرض بأدب، وعندما علم هتلر بأولاد كوبزيك الثلاثة أصر هتلر علي تمويل تعليمهم في معهد أنطون بروكنر للموسيقي (Anton Bruuckner) في لينز.
- لاحقا دعا هتلر صديقه كوبزيك لحضور (مهرجان بايرويت)_(Bayreuth Festival) ((و هو مهرجان موسيقي يقام سنويا في مدينة بايرويت الالمانيه ويتم فيه احياء اوبرات للملحن ريتشارد فاجنر (معبود هتلر))) دعاه كضيفه في عام 1939 ومره أخرى عام 1940، وصف كوبزيك التجربة ب «أسعد ساعات من وجودي في هذه الأرض».
مبني Bayreuth Festspielhaus وهو دار اوبرا الي الشمال من مدينة بايرويت مخصصه فقط لأداء أوبرا الملحن ريتشارد فاجنر سنويا (((ملحوظه هتلر من عشقه لملحنه المفضل فاجنر انه التفي عندما وصل إلي السلطة بأفراد عائله فاجنر..فقد كان مجنون بفاجنر)))
-في عام 1938 تم توظيف كوبزيك عن طريق الحزب النازي (لكتابه كتابين دعائيين قصيرين) باسم (الذكريات)...و كانا عن شبابه مع هتلر، وفي احدي الحلقات كتب كوبزيك...ان هتلر احب فتاة اسمها ستيفاني حبا شديدا وكتب لها العديد من قصائد الحب ولكنه لم يرسلها لها ابدا،((و قد كتب كاتب سيره هتلر«جون تولاند» انه عندما علمت ستيفاني فيما بعد أنها كانت هدفا لعاطفه وحب هتلر...ذهلت)).
- رأي كوبزيك هتلر للمره الأخيرة في 23 يوليو 1940، بالرغم من أن هتلر ارسل (سله طعام) لوالده كوبزيك في عام 1944 بمناسبه عيد ميلادها الثمانون.بعد حمله هتلر الناجحة علي بولندا وفرنسا قال هتلر لكوبزيك... «هذه الحرب سترسلنا الي الوراء سنوات عديده في برنامجنا البنائي، انها لمأساه، لم أصبح مستشار الرايخ الألماني لخوض الحروب الكبري».
- عندما بدأ مد الحرب ينقلب ضد هتلر، كوبزيك والذي تجنب السياسة طوال حياته أصبح عضوا في الحزب النازي في عام 1942 كبادره وفاء لصديقه هتلر.

## بعد الحرب
وفي ديسمبر من عام 1945 جمع كوبزيك البطاقات البريديه وتذكرات أخرى اعطيت له من قبل هتلر أثناء شبابهم...و اخفاهم في الطابق السفلي من بيته في (Eferding) وألقي القبض علي كوبزيك بعد ذلك بفترة قصيره واحتجز في (Glasenbach) حيث سجن وتم التحقيق معه من قبل الجيش الأمريكي (قياده التحقيقات الجنائية) وذلك لمده 16 شهرا، وتم تفتيش منزله ولكن لم يتم العثور علي المراسلات والرسومات الخاصة بهتلر...و أفرج عن كوبزيك في 8 أبريل 1947.
- في عام 1951، كوبزيك والذي رفض عروض كتابه مذكراته بعد الحرب، وافق أخيرا علي نشر كتابه (ادولف هتلر، صديق طفولتي) بالالمانيه (Adolf Hitler,Mein Jugendfreund) وذلك من خلال دار نشر (ليوبلد ستوكر)_(Leopold stocker)...و كان عدد الصفحات 293 مع العديد من الصور والبطاقات البريديه اعطيت الي كوبزيك من قبل هتلر بين عامي 1906-1908، وينقسم الكتاب الي ثلاث أجزاء:1-المقدمة، 2-24 فصلا، 3-خاتمه.و قد اثار الكتاب ضجه عند اصداره في 1953 وترجم الي عده لغات
- في الخاتمة يقول كوبزيك «علي الرغم اني لست في الاساس شخصا سياسيا، احتفظ دائما بمعزل عن الاحداث السياسية في تلك الفترة والتي انتهيت عام 1945 الي الابد.و مع ذلك لا يمكن لاي قوه علي وجه الأرض ان تجبرني علي ان انكر صداقتي مع أدولف هتلر».
- زوجه كوبزيك الثانية و (بولين ((1906-2001) كان لها الفضل في تزويد دار النشر بصور اضافيه للطبعه الرابعة من الكتاب عام 1975
- في 8 يناير 1956 تم تسمية كوبزيك كأول عضو فخري في جمعية فينا للموسيقي (Musikverein) في Eferding
- مات كوبزيك في 23 أكتوبر عام 1956 في لينز ودفن في Eferding بالنمسا العليا.